# Petersburg, Virginia
Petersburg je grad u američkoj saveznoj državi Virginiji. Nalazi se 37 kilometara južno od glavnoga grada Virginije Richmonda.

## Zemljopis
Petersburg se nalazi u istočnome dijelu Virginije, na rijeci Appomattox.
Grad ima ukupnu površinu od 60,1 km², od kojih su 59,3 km² kopneno područje i 0,8 km² vodeno područje.

## Stanovništvo
Prema popisu stanovništva iz 2000. godine grad je imao 33.740 stanovnika, 13.799 domaćinstava i 8.513 obitelji. Prosječna gustoća naseljenosti je 569.4 stan./km².
Prema rasnoj podjeli u gradu živi najviše Afroamerikanaca, 78,97%, bijelaca ima 18,52%, Azijata 0,70%, Indijanaca 0,20%, stanovnika podrijetlom s Pacifika 0,03%, ostalih rasa 0,59% te izjašnjenih kao dvije ili više rasa 1,00%.

## Poznate osobe
- Moses Malone, umirovljeni američki profesionalni košarkaš

## Vanjske poveznice
- Službena stranica (engl.)

### Ostali projekti
|  | Zajednički poslužitelj ima još gradiva o temi Petersburg, Virginia |